# Komise pro podmíněné propuštění
Komise pro podmíněné propuštění (dále také KPP) byl společný projekt Probační a mediační služby ČR, Vězeňské služby ČR a Českého helsinského výboru. Základní myšlenkou bylo přenesení části pravomocí orgánů činných v trestním řízení na parolové rady, aby bylo možné posuzovat v rámci podmínečného propouštění nejen minulost odsouzeného a chování ve věznici, ale také sociální kontext jeho života po propuštění (návrat do práce, do rodiny, možnosti resocializace).

## Historie projektu
V době první republiky existovaly komise pro podmíněné propuštění z trestu. Ty rozhodovaly na návrh ředitele věznice nebo na návrh odsouzeného. Podmínky byly přísnější než dnes, pro podmínečné propuštění bylo nutné mít schopnost vést řádný život a odpykat dvě třetiny trestu, nejméně však 1 rok.
V době platnosti komunistické úpravy z roku 1950 (zákon č. 86/1950 Sb., trestní zákon, a zákon č. 87/1950 Sb., trestní řád) se stalo klíčovým kritériem pro podmíněné propuštění polepšení odsouzeného doložené řádným výkonem trestu vedoucím k řádnému životu a řádné práci. Bylo nutno vykonat alespoň polovinu trestu. O propuštění rozhodovaly opět komise na návrh pouze krajského prokurátora.
Po novelizaci roku 1956 bylo toto právo přeneseno na soud a odsouzenému vráceno právo podávat žádost o podmínečné propuštění. To zůstalo zachováno i za platnosti nového trestního zákona a trestního řádu z roku 1961 (zákon č. 140/1961 Sb., trestní zákon, a zákon č. 141/1961 Sb., trestní řád).
Za platnosti současného trestního zákoníku z roku 2009 je pro většinu trestných činů nutno odpykat polovinu trestu, pouze u velmi závažných trestných činů dvě třetiny. Podmínkou je také prokázané polepšení, posuzované především dle chování ve věznici, včasný nástup k trestu odnětí svobody, míra náhrady škody, placení výživného apod. Vliv má i společenská záruka zájmového sdružení občanů pomoc při návratu do společenského života. O podmínečném propuštění rozhoduje v současnosti soud, v jehož obvodu se věznice nachází.
Projekt komisí pro podmíněné propuštění vznikl na základě kulatých stolů odborníků pořádaných v roce 2007 Českým helsinským výborem v rámci snahy zavádět více restorativních prvků do české justice. V roce 2008 byl spuštěn ve třech pilotních věznicích: ve Vazební věznici Praha - Ruzyně a ve věznicích Stráž pod Ralskem a později i Opava.
V letech 2012 až 2015 na něj navázal projekt Křehká šance, spolufinancovaný Evropským sociálním fondem, který upravil rozsah parolových rad a rozšířil počet spolupracujících věznic na devět.

## Zahraniční inspirace
Projekt českých institucí byl inspirován praxí parolových rad Kanady, Velké Británie a Chorvatska. Parolové rady v těchto státech rozhodují o podmínečném propuštění odsouzeného, a to nejen z hlediska historie jeho trestné činnosti, ale také se zájmem o blízkou budoucnost po propuštění z výkonu trestu. V uvedených státech mají parolové rady rozhodovací pravomoc.

## Český projekt
Trestně právní předpisy a Ústava ČR parolovým radám rozhodovací pravomoc nesvěřují. Rozhodnutí o propuštění odsouzeného je v ČR v rukou soudu. Proto komise pro podmínečné propuštění v ČR soudu předkládají pouze své stanovisko. To vydávají na základě projednaných písemných podkladů ode všech zúčastněných (věznice, Probační a mediační služby, asistenta oběti, sociálních pracovníků, kurátorů apod.) a na základě parolového slyšení.
Komise pro podmínečné propuštění byla v rámci pilotního projektu modelově pětičlenná (2 pracovníci věznice, 1 probační úředník a dva odborníci z oblasti sociální). Členové komise byli jmenováni ředitelem věznice, ve které odsouzený vykonával trest.

### Kritéria výběru odsouzených
Kritéria výběru odsouzených v projektu Komise pro podmínečné propuštění:
- umístění ve věznici, kde projekt probíhá,
- splnění zákonných předpokladů pro podání žádosti o podmíněné propuštění,
- včasná žádost svědčící o zájmu odsouzeného a
- souhlas se svým zařazením do projektu.

Další kritéria výběru (kvůli omezené kapacitě komisí):
- odsouzení za závažnější trestný čin, zejména násilný, nebo s fyzickými následky (včetně nedbalostních) a
- odpykání alespoň 1 roku trestu.

O zařazení případu do projektu rozhodovala sama komise pro podmínečné propuštění.

### Parolové slyšení
Parolového slyšení se účastní:
- komise pro podmínečné propuštění,
- odsouzený a jeho podporovatel,
- asistent oběti, případně oběť sama, nebo její pozůstalí (mají-li zájem),
- vychovatel pracující ve věznici s odsouzeným a
- další přizvané osoby.

V parolovém slyšení se po úvodním představení případu vyjádří nejprve odsouzený, poté oběť, nebo její asistent (případně se čtou podklady z jejich slyšení), kmenový vychovatel a další přizvané osoby (upřesní písemné podklady). Pak následují upřesňující otázky na odsouzeného a jeho závěrečná řeč. Po poradě seznámí komise přítomné se svým závěrečným stanoviskem.
Následné případné písemné vyjádření odsouzeného a oběti ke stanovisku se k němu přiloží a stanovisko komise se pak předá řediteli věznice a odesílá trestnímu sodu konajícímu řízení o podmínečném propuštění.

### Význam a dopady projektu
Plánovaný význam projektu byl především v posílení prvků restorativní justice v oblasti podmínečných propuštění. Jmenovitě šlo o:
- významnější participaci pachatele v projednání jeho návratu do společnosti,
- posílení odpovědnosti pachatele za řešení následků spáchaného trestného činu vůči (asistentu) oběti,
- možnost spolupráce s obětí či pozůstalými ve smyslu nápravy či smíření a
- posílení angažovanosti společnosti zastoupené v komisích, a tím i větší ochrany komunity před další kriminalitou.

Zájem vězňů byl dán možností získání podpory komise pro podmínečné propouštění jako významného argumentu při rozhodování soudu.

### Výsledky projektu
Do pilotního projektu bylo celkem zařazeno 41 případů odsouzených (34 mužů, 7 žen). S 30 z nich proběhlo parolové slyšení. Jejich průměrný věk byl 26 let. Celkem 63 % pachatelů bylo ve věznici již poněkolikáté.
Parolová slyšení se konala přímo ve věznicích a jejich cílem bylo posoudit připravenost odsouzeného na propuštění, aktuální situaci oběti a stavu plnění náhrady škod, které odsouzený svým činem způsobil. Parolových slyšení se jako přizvané osoby účastnili asistenti oběti, jedenkrát přímo pozůstalí, terapeuti, psychologové, případně vězeňský kaplan.
Shoda mezi návrhem komise a rozhodnutím soudu o podmínečném propuštění byla 73%, propuštěno soudem bylo 24 osob. Všem byl uložen dohled Probační a mediační službou. Soudci a státní zástupci oceňovali zvláště multidisciplinární přístupy návrhů komisí.

### Navazující projekt: Křehká šance
Na projekt komisí pro podmíněné propuštění navázal projekt Křehká šance, který probíhá v letech 2012 až 2015 (v jeho rámci pokračují v činnosti komise v 9 věznicích).